# Cleitro
O cleitro é um osso membranoso que apareceu como parte do esqueleto em peixes ósseos primitivos, nos quais ele corre verticalmente ao longo da escápula.Seu nome deriva do grego κλειθρον = "chave (tranca)", por analogia com a "clavícula" , do latim clavicula = " pequena chave".
Em peixes modernos, o cleitro é um osso grande que se estende da base da nadadeira peitoral e ancora-se no crânio acima das brânquias, formando a borda posterior da câmara branquial. Esse osso tem utilidade para a pesquisa científica, pois pode ser usado para determinar a idade de peixes.
Os peixes de nadadeiras lobadas também compartilham esse arranjo,. Nos anfíbios primitivos, contudo, o complexo cleitro/clavícula desprendeu-se do dermatocrânio, permitindo o movimento do pescoço. O cleitro desapareceu cedo na evolução dos répteis e é bem pequeno em amniotas, de modo que pode ser considerado um órgão vestigial.